# Zdeněk Doležal
Zdeněk Doležal (Praga, 1º settembre 1931) è un ex pattinatore artistico su ghiaccio cecoslovacco, specializzato nel pattinaggio artistico su ghiaccio a coppie.

## Palmarès
(con Věra Suchánková)
| Internazionali            | Internazionali | Internazionali | Internazionali | Internazionali | Internazionali | Internazionali | Internazionali |
| Evento                    | 1951           | 1952           | 1954           | 1955           | 1956           | 1957           | 1958           |
| ------------------------- | -------------- | -------------- | -------------- | -------------- | -------------- | -------------- | -------------- |
| Giochi olimpici invernali |                |                |                |                | 8°             |                |                |
| Campionati mondiali       |                |                |                | 6°             |                |                | 2°             |
| Campionati europei        |                |                |                | 2°             | 5°             | 1°             | 1°             |
| Nazionali                 |                |                |                |                |                |                |                |
| Campionati cecoslovacchi  | 2°             | 3°             | 3°             |                | 1°             | 1°             | 1°             |